# Печензьке міське поселення
Пе́чензьке міське́ посе́лення (рос. Печенгское городское поселение) — адміністративне утворення у складі Печензького району Мурманської області, Росія.

## Склад
До складу поселення входять такі населені пункти:
| Населений пункт  | Населення, осіб (2010) |
| ---------------- | ---------------------- |
| Вайда-Губа       | 94                     |
| Ліїнахамарі      | 475                    |
| Печенга (смт)    | 3188                   |
| Печенга (селище) | 1565                   |
| Спутнік          | 2061                   |
| Ципнаволок       | 35                     |

| Мурманська область | Це незавершена стаття про Мурманську область. Ви можете допомогти проєкту, виправивши або дописавши її. |